# Wspólnota administracyjna Hollfeld
Wspólnota administracyjna Hollfeld – wspólnota administracyjna (niem. Verwaltungsgemeinschaft) w Niemczech, w kraju związkowym Bawaria, w rejencji Górna Frankonia, w regionie Oberfranken-Ost, w powiecie Bayreuth. Siedziba wspólnoty znajduje się w mieście Hollfeld. Przewodniczącym jej jest Karin Barwisch.
Wspólnota administracyjna zrzesza jedną gminę miejską (Stadt) oraz dwie gminy wiejskie (Gemeinde):
- Aufseß, 1 318 mieszkańców, 29,39 km²
- Hollfeld, miasto, 5 101 mieszkańców, 80,64 km²
- Plankenfels, 869 mieszkańców, 14,01 km²